# Mary Rodgers
Pour les articles homonymes, voir Rodgers.
Mary Rodgers (11 janvier 1931 - 26 juin 2014) est une compositrice, auteure et scénariste américaine, célèbre pour son roman Freaky Friday , qui a servi de base à un film Un vendredi dingue, dingue, dingue en 1976 et de Freaky Friday : Dans la peau de ma mère en 2003 , pour lequel elle a également écrit le scénario. comme trois autres versions. Ses comédies musicales les plus connues étaient Once Upon a Mattress et The Mad Show, et elle a contribué des chansons à l'album pour enfants à succès de Marlo Thomas , Free to Be... You and Me,,.

## Biographie

### Enfance et débuts
Rodgers est né à New York. Elle était fille du compositeur Richard Rodgers et de son épouse, Dorothy Belle (née Feiner). Elle avait une sœur, Mme Linda Emory. Elle a fréquenté la Brearley School à Manhattan et s'est spécialisée en musique au Wellesley College . 
Elle a commencé à écrire de la musique à l'âge de 16 ans et sa carrière professionnelle a commencé avec l'écriture de chansons pour Little Golden Records, qui étaient des albums pour enfants avec des chansons de trois minutes.  Un de ces enregistrements, Ali Baba et les 40 voleurs 40 , qui est sorti en 1957, a présenté des performances par Bing Crosby de chansons que Mary Rodgers a écrites avec le parolier Sammy Cahn. Elle a également composé de la musique pour la télévision, y compris le jingle de la publicité Prince Spaghetti. 

### Carrière
Sa première comédie musicale complète Once Upon a Mattress, en 1959 qui était également sa première collaboration avec le parolier Marshall Barer avec qui elle a continué à écrire des chansons pendant près d'une décennie, a débuté à Broadway en mai 1959. À la suite de la série initiale de 244 représentations du spectacle,  il y avait une tournée américaine (en 1960), une production dans le West End de Londres (également 1960), trois productions télévisées (en 1964, 1972 et 2005) et un renouveau de Broadway (1996). Des albums de distribution ont été publiés pour la production originale de Broadway, la production originale de Londres et la renaissance de Broadway. À ce jour, le spectacle est fréquemment présenté par des groupes communautaires et scolaires à travers les États-Unis. 
Un autre projet de composition important pour elle était The Mad Show, une revue musicale basée sur le magazine Mad qui a débuté à Broadway en janvier 1966 et a été diffusé pour un total de 871 représentations. Un album de distribution original, produit par Goddard Lieberson , est sorti sur Columbia Masterworks. Bien que le spectacle ait également commencé comme une collaboration avec Marshall Barer, il a démissionné avant la fin du projet et les chansons restantes de l'émission comportent des paroles de Larry Siegel (co-auteur du livre de l'émission), Steven Vinaver et Stephen Sondheim, qui ont contribué aux paroles, notamment à une parodie de La fille d'Ipanema intitulée Le garçon de... sous le pseudonyme d'Esteban Ria Nido.
Aucun de ses autres spectacles n'a eu le même niveau de succès, mais elle a également écrit de la musique pour des comédies musicales et des revues, le premier à Broadway étant Locker de Davy Jones avec les marionnettes de Bil Baird, qui a eu lieu pendant deux semaines au Morosco Theatre de 28 mars au 11 avril 1959. (Elle a également écrit les paroles.)  D'autres ont inclus De A à Z (1960), Hot Spot (1963), Working (1978) et Phyllis Newman ' s one-woman show La folle de Central Park West (1979). Une revue de la musique de Rodgers intitulée Hey, Love, conçu et réalisé par Richard Maltby Jr. a été diffusé en juin 1993 chez Eighty-Eight's à New York. 
Elle a finalement fait la transition vers l'écriture de livres pour enfants, notamment Freaky Friday (1972), qui a été transformé en un long métrage (sorti en 1976) pour lequel Rodgers a écrit le scénario, et a été refait pour la télévision en 1995, et à nouveau pour les cinémas en 2003.  Les autres livres pour enfants de Rodgers incluent The Rotten Book (1969), A Billion for Boris (1974, republié plus tard sous le titre ESP TV ) et Summer Switch (1982) et elle a contribué des chansons à l'album historique pour enfants Libre d'être... toi et moi . Elle a fait quelques brèves incursions dans la composition pour le théâtre musical, y compris une adaptation de son livreFreaky Friday (avec un livre et des paroles de John Forster) qui a été présenté par Theatreworks / USA en 1991 et The Griffin and the Minor Canon , qui a été produit par Music Theatre Group, mais après ce dernier spectacle, elle n'a jamais composé une autre note de musique et jamais même joué du piano à nouveau. Elle expliqua plus tard : "J'avais un talent agréable mais pas un talent incroyable... Je n'étais ni mon père ni mon fils. Et vous devez abandonner toutes sortes de choses."

### Vie personnelle
Son premier mari, qu'elle a épousé en décembre 1951, était l'avocat Julian B. Beaty, Jr.; ils ont eu trois enfants, Tod, Nina et Kim Beaty. Leur union a pris fin en 1957. Elle et son deuxième mari, le réalisateur Henry Guettel, ont eu trois fils, Matthew (décédé en 1966), Adam, un compositeur de théâtre musical lauréat d' un Tony Award, et Alec. Henry est décédé en octobre 2013 à l'âge de 85 ans.
Mary Rodgers a été administratrice de l'organisation Rodgers and Hammerstein et membre du conseil d'administration de l'ASCAP. Elle a également occupé pendant plusieurs années la présidence de la Juilliard School . 

### Décès
Rodgers est décédée d'une insuffisance cardiaque chez elle à Manhattan le 26 juin 2014. 

## Œuvres
Elle a publié de nombreux opus,,, dont :

### Discographie
- Working (1978) (chant)
- The mad show (1966)
- Once upon a mattress (1959-1960)

### Publications
- Un vendredi dingue, dingue, dingue ! (1985, réédité en 2007)
- Freaky friday. (2004-2005)
- Une télé pas possible, 1999
- Si j'étais moi, 2001

### Filmographie
- Freaky Friday (Téléfilm), 2018
- The Wonderful World of Disney (série télévisée, musique - 1 épisode) ;  Once Upon a Mattress (2005)... (musical)
- Freaky friday - Dans la peau de ma mère,  2003
- Un vendredi de folie (TV Movie) (book) / (earlier screenplay), 1995
- ABC Weekend Specials (série télévisée) (idée - 1 épisode) ; Columbus Circle (1985)... 1985
- Billions for Boris, 1984
- ABC Afterschool Specials (série télévisée, roman adapté - 1 épisode), Summer Switch (1984)... 1984
- Le monde merveilleux de Disney (série télévisée, roman adapté - 2 épisodes, 1982 ; scénariste - 2 épisodes, 1982)
  - - Freaky Friday: Part 2 (1982)...
  - - Freaky Friday: Part 1 (1982)...
- Max et le diable (scénario), 1981
- Un vendredi dingue, dingue, dingue (scénario)
- Free to Be... You & Me (TV Movie) (stories), 1974
- Music with Mary Martin (TV Special), 1959